# Discurs televisiu
El discurs televisiu és una unitat que es troba dotada d'un productor complex (la cadena, els productors, els guionistes, els presentadors)- aquest ens productor manifesta uns objectius i intencions en l'elaboració d'un text que es materialitza en l'ús televisiu del llenguatge audiovisual i que va dirigit a unes audiències massives, múltiples i complexes.

## Definicions
El discurs televisiu és una unitat de comunicació dotada dels components propis de qualsevol circuit integral (és a dir, amb un emissor que envia –per un canal- un missatge adreçat a un receptor, utilitzant uns codis i en un determinat context).
González Requena ens defineix al discurs televisiu com "entès aquest no ja com el mer resultat de la competència semiòtica del sistema, sinó com l'àmbit d'una productivitat semiòtica específica que, lluny de trobar-se totalment sotmesa al sistema, constitueix el lloc on aquest es diacronitza i esdevé objecte de transformació" permeten orientar l'estudi semiòtic d'"aquest sistema de sistemes allà on es troba la seva única especificat: en l'articulació discursiva dels sistemes i discursos de referència". El discurs televisiu és predominantment fàtic i apel·latiu o conatiu.
El discurs televisiu es manifesta en quatre modalitats bàsiques d'articulació que van del caràcter més específic al més general; per una banda, els programes de televisió i les programacions per franges horàries (matí, tarda, prime time, matinada), i per l'altre, la totalitat de la programació d'una cadena, o fins i tot, d'un sistema de cadenes de televisió.

## Estructura discursiva
González Requena ens diu que l'estructura funcional del discurs televisiu es caracteritza per la presència simultània de la fragmentació i la continuïtat. Per una banda, el grau de fragmentació al qual es veuen sotmesos els programes que configuren una programació televisiva; per l'altra, la importància quantitativa i qualitativa del fenomen de la continuïtat, format per una diversitat de segments que, encara que mancats de tota autonomia discursiva –i no podent, per tant, ser considerats pròpiament com discursos- constitueixen, igual que els programes, elements de la programació. Creant d'aquesta forma un "macrodiscurs".
La televisió crea un "simulacre de comunicació", basat en una tensió permanent entre unitats discursives elementals que tendeixen a la fragmentació i a la continuïtat que imposa el macrodiscurs de la programació i que se'ns presenta com un continuum sense final aparent.
La polidiscursivitat de la televisió crea una relació emocional amb el televident, que s'adhereix al discurs, provocant processos d'identificació. D'aquí la importància del context social de la recepció. Els mecanismes d'identificació i projecció que genera el text i el medi permeten "viure a l'espectador, de manera vicària, tota mena d'experiències" creant una atmosfera de seducció audiovisual, emfasitzada per les sofisticades tecnologies de digitalització de la imatge.

## Missatge i discurs
Les característiques bàsiques dels missatges televisius se centren bàsicament en la:
- Ubicuïtat: el missatge televisiu està arreu i al mateix temps; per tant tots els televidents comparteixen l'experiència.
- Immediatesa: suprimint distància i destruint les coordinades del temps. La realitat televisiva permet construir un "món inventat que s'assembla al real", fins al punt que l'espectador deixa de pensar com tal i té la il·lusió de ser ell mateix l'actor.
- Brevetat: ja que el medi imposa el seu propi ritme i crea la seva pròpia linealitat.
- Caducitat: el missatge és efímer i les imatges duren el que tarden a ser substituïdes per altres.

Altres característiques bàsiques són, segons Sánchez Noriega (1997:23 i ss.) "els règims de la comunicació", aquests poden ser:
- El règim de la informació, la base inicial de tot missatge és la fidelitat als fets ocorreguts (quan es tracta d'informatius) o la versemblança (quan es tracta de fets dramàtics).
- El règim de l'opinió, basat en la necessitat de la interpretació de les dades, que ajudi a seleccionar-los, a ubicar-los i a donar-los sentit.
- El règim ontològic, o l'efecte de creació de realitat, ja que la televisió fa creure que tot allò que no surt a les seves pantalles no existeix. És el principi de la "medialitat".
- El règim de la presència, que porta a convertir els medis en soroll ambiental que avui es considera necessari per viure.
- El règim d'allò propi, la televisió i els seus missatges elaboren la seva pròpia realitat, fins i tot les seves pròpies modalitats comunicatives: videoclips, telefilms, espots publicitaris, etc.
- El règim del mirall, el medi se'ns presenta com "finestra oberta al món".
- El règim de l'espectacle, si alguna cosa defineix al missatge televisiu amb propietat és la seva espectacularització.

## Complexitat del missatge
La complexitat del missatge televisiu radica especialment en el seu funcionament simultani de quatre dimensions no tan sols complementàries sinó, a vegades, contradictòries i oposades. El missatge televisiu funciona al mateix temps com finestra, com mirall, com espectacle i com escenari. La televisió com finestra ens permet veure i saber que passa en el món, els seus missatges no tan sols ens permeten reproduir i mostrar-nos l'univers sinó que, a més, és un instrument d'investigació i d'exploració, hàbil per a descobrir al telespectador tant l'interior d'una cèl·lula com l'anatomia del cos humà. Però també els missatges televisius i el mateix medi funcionen com un mirall que es mira a si mateix, ja que aquests missatges provoquen una narració interior en els telespectadors. El seu contingut no es pot reduir a la representació d'un espectacle. És també un diàleg amb l'espectador, una presa de consciència personal, on reconeixem els nostres propis somnis, opinions, valors...
Allò real i allò fictici devenen, en el missatge televisiu, una mateixa cosa, ja que la televisió, en tant que escenificació, usurpa tota la realitat. Finalment, la televisió funciona com un escenari de la cultura actual, com un canal privilegiat per a l'expressió contemporània.

## Lògica discursiva
La lògica discursiva de la televisió està integrada per la combinació dels mecanismes d'identificació, reconeixement, familiaritat, dissolució dels temps i dels espais, subjectivització del telespectador, saturació... Entre tots conformen un mecanisme de sentit que se superposa als continguts emesos. Es tracta d'un "llenguatge segon" que acaba configurant la relació dels telespectadors amb el conjunt de les emissions (Pérez Tornero, 1994). La lògica d'un discurs com el de la televisió, no s'acaba en aquests mecanismes formals. Un discurs està, també, format per tòpics, configuracions semiòtiques, relats prototípics, llocs comuns i pautes de producció i lectura més o menys consolidats institucionalment.

## Tipus de discurs
- Discurs hipertròfic
- Discurs espectacularitzant
- Discurs autocontextualitzat
- Discurs fàtic i conatiu
- Discurs palimpsèstic
- Discurs intertextual
- Discurs narratiu
- Discurs autorreferencial
- Macrodiscurs
- Discurs paradigmàtic...